# Katedra Wniebowzięcia Najświętszej Maryi Panny w Victorii (Malta)
Katedra Wniebowzięcia Najświętszej Maryi Panny w Victorii – główna świątynia diecezji Gozo na Malcie. Poświęcona jest Wniebowzięciu Najświętszej Maryi Panny; jest siedzibą arcybiskupa diecezji Gozo od czasu jej utworzenia w 1864.

## Historia
W czasach prehistorycznych Cittadella była siedliskiem ludzkim, później zaś, w czasach rzymskich zbudowana została tam świątynia Junony, której pozostałości istnieją do dziś jako część katedry. W następstwie chrystianizacji Malty i Gozo świątynia przekształcona została w kościół poświęcony Dziewicy Maryi. Później na tym miejscu powstał prawdopodobnie kościół bizantyński, który przetrwał do czasów arabskich rządów na Malcie.
Po wypędzeniu Arabów zbudowany został na tym miejscu kolejny kościół. Najwcześniejsze wzmianki na temat kościoła parafialnego wewnątrz Cittadelli datowane są na 1299. W XV i XVI wieku świątynia była powiększana. Podczas inwazji w 1551 kościół został zdobyty i zbezczeszczony przez wojska tureckie, lecz już we wrześniu 1554 został ponownie otwarty. Raz jeszcze uległ zniszczeniom w wyniku trzęsienia ziemi w 1693, po czym zdecydowano rozebrać stary budynek i postawić nowy na tym miejscu.
Kamień węgielny pod dziś istniejący kościół położony został 21 września 1697, projektantem budynku był maltański architekt Lorenzo Gafà. Msza święta inauguracyjna odbyła się 14 sierpnia 1711, zaś poświęcenie kościoła nastąpiło 11 października 1716.
Kościół podniesiony został do rangi katedry, kiedy został siedzibą diecezji Gozo, ustanowionej 16 września 1864.

## Architektura
Katedra, orientowana(s.16), zbudowana została w stylu barokowym na planie
krzyża łacińskiego. Fasada budynku jest podobna do fasady kościoła Il Gesù w Rzymie.

### Wygląd zewnętrzny

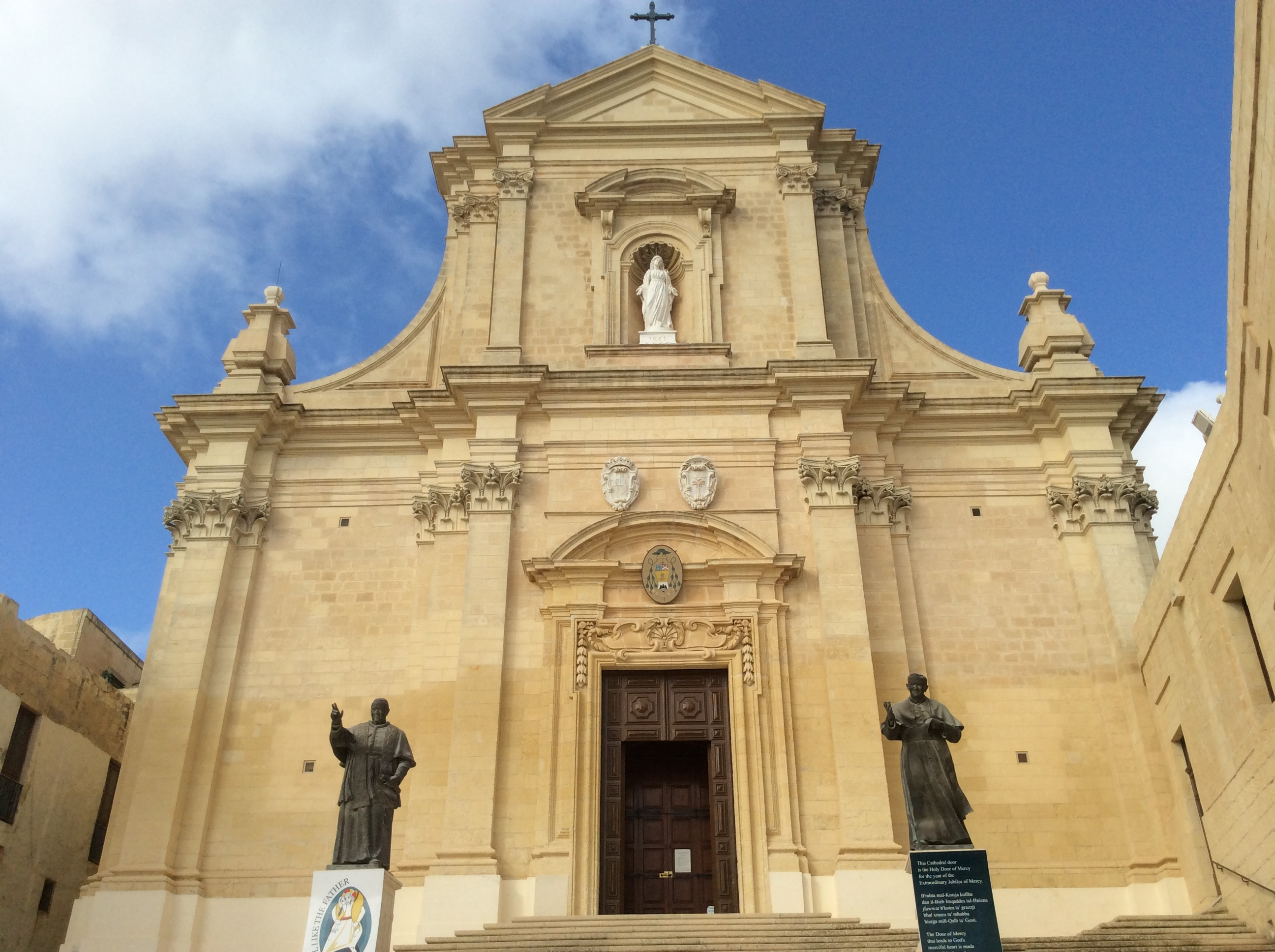
Fasada katedry

Fasada jest otoczona narożnymi pilastrami zwieńczonymi odwróconymi urnami. W tej ramie dwa zewnętrzne ślepe panele otaczają dominujący element centralny, dwukondygnacyjny, podzielony solidnym gzymsem. Jest on wysunięty naprzód za pomocą potrójnych korynckich pilastrów, zwieńczony zaś trójkątnym frontonem, który zaprojektowany jako zasłona nadaje imponującą skalę temu, w rzeczywistości skromnemu, budynkowi.

Bogato zdobione wejście z frontonem jest odzwierciedlone na wyższej kondygnacji w głęboko osadzonej niszy z posągiem Najświętszej Maryi Panny, której, wraz ze św. Urszulą, poświęcona jest katedra. Dwa marmurowe herby ponad wejściem to herby Wielkiego Mistrza Ramona Perellosa (1697–1720) i biskupa Davide Cocco Palmieri (1684–1711); środkowy zaś – biskupa Gozo(s.18).

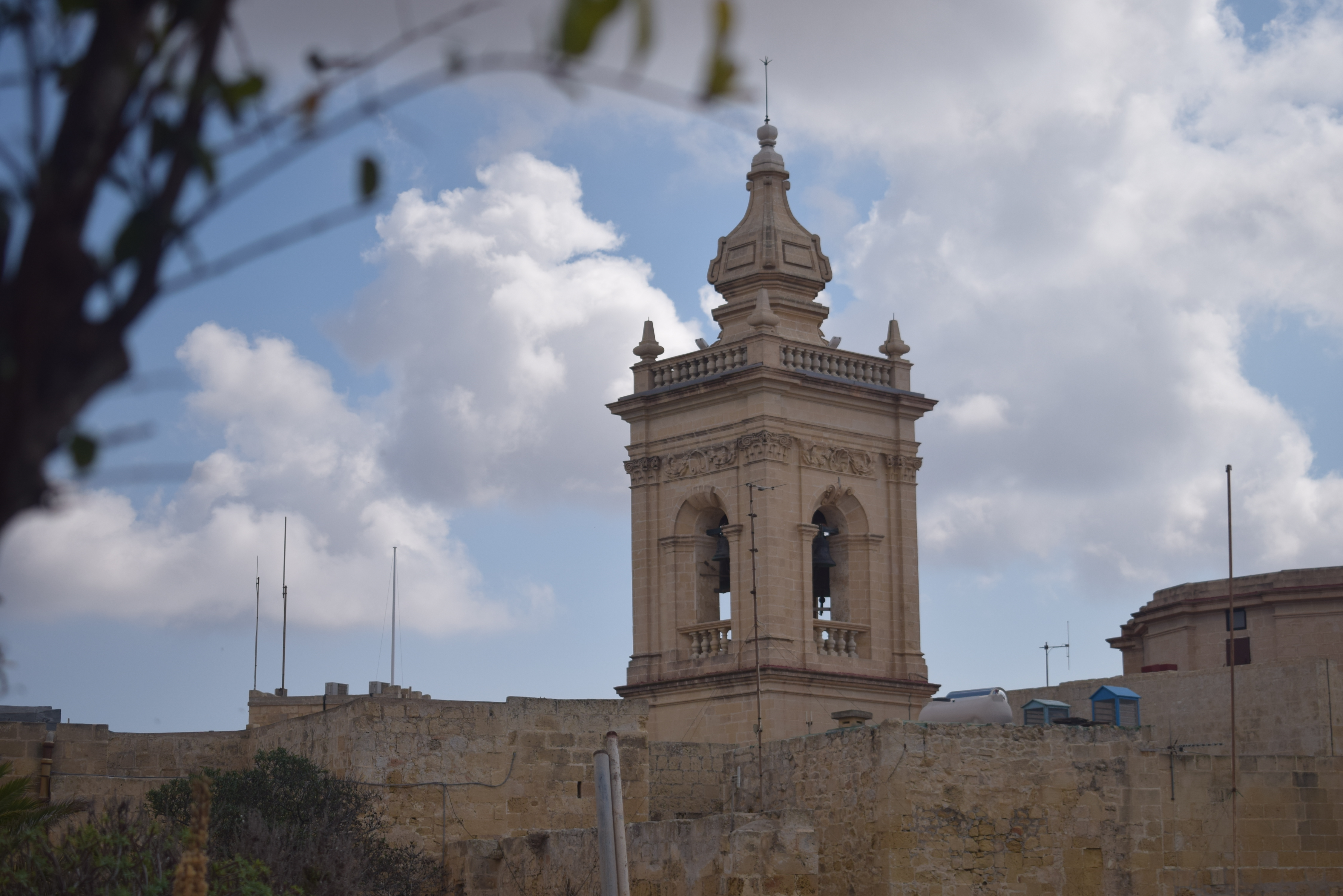
Dzwonnica

Po bokach fasady nie ma wież, zamiast tego ładna, proporcjonalna dzwonnica jest dobudowana do północno-wschodniej strony katedry. W dzwonnicy znajduje się zestaw pięciu dzwonów wykonanych w 2003 przez firmę „John Taylor Bellfounders Limited” z Loughborough w Wielkiej Brytanii, największej odlewni dzwonów na świecie; i kolejny, z pięciu mniejszych dzwonków, które biją co kwadrans, tej samej firmy (2006). Największy z dużych dzwonów waży 4821 kg(s.19).

## Wnętrze

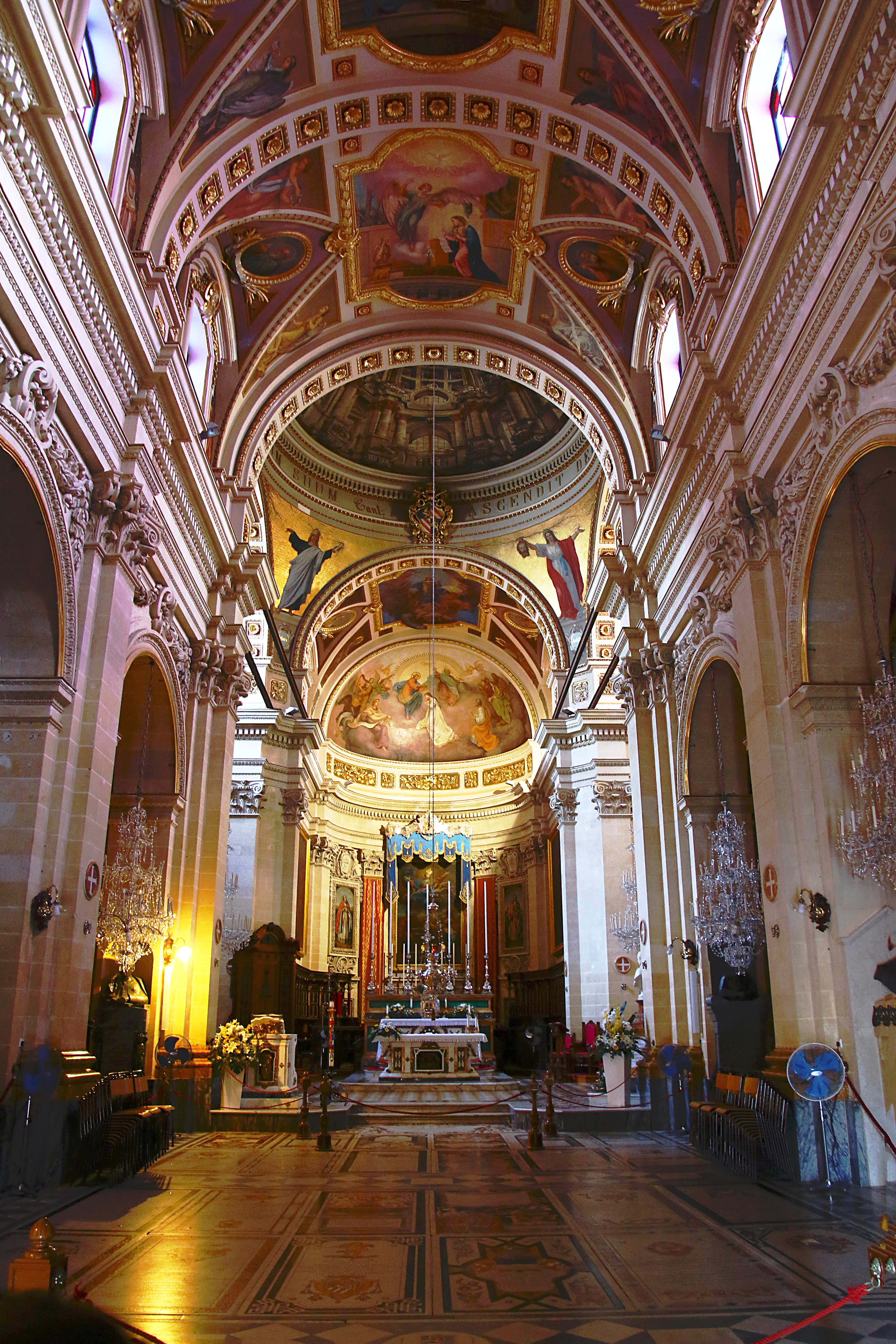
Nawa główna

Wnętrze katedry jest w formie krzyża łacińskiego, z nawą główną przeciętą transeptem, oraz dwoma nawami bocznymi, północną po lewej stronie od wejścia, oraz południową po prawej. W bocznych nawach katedry znajdują się kaplice.

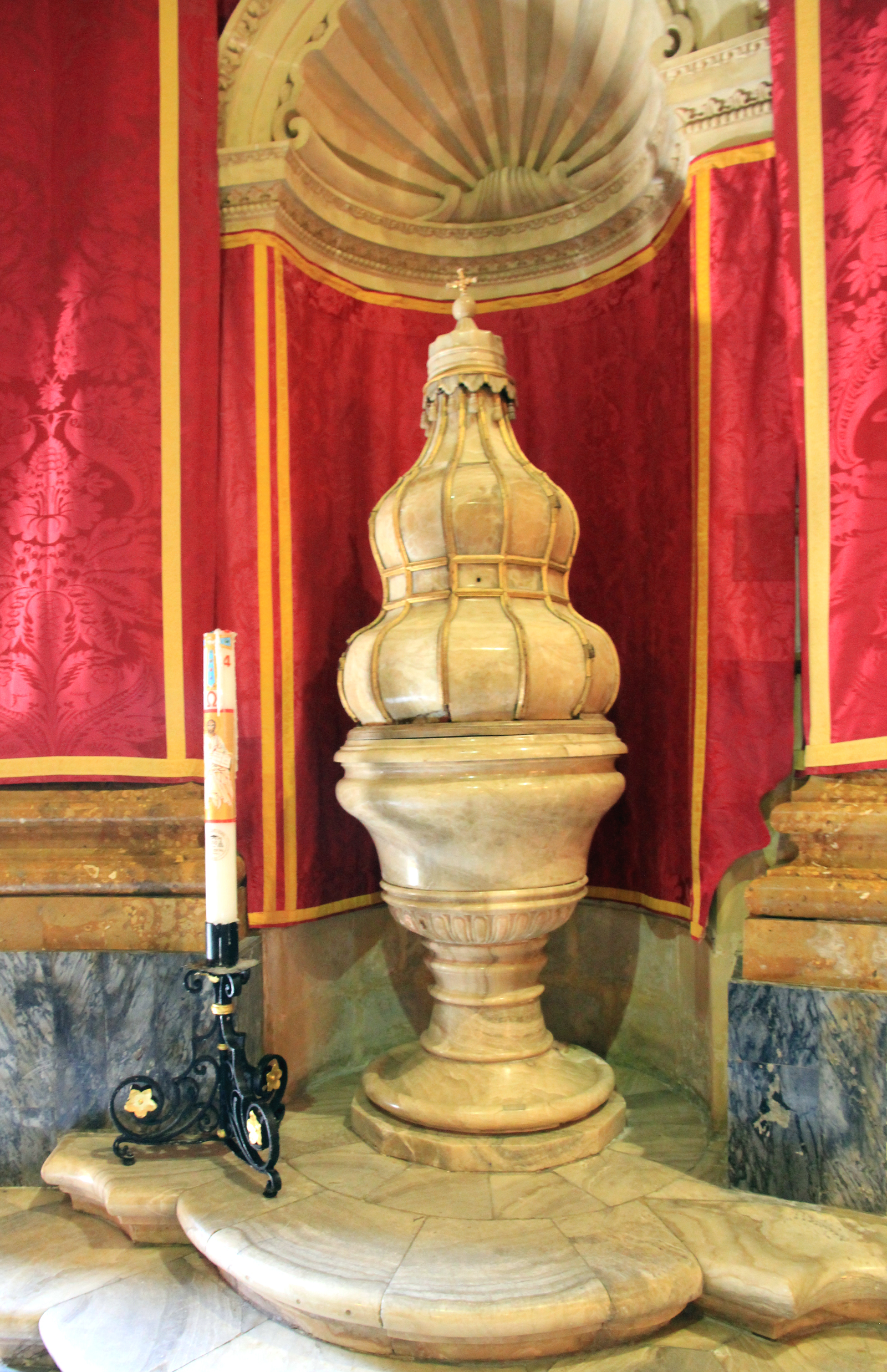
Chrzcielnica

 Wnętrze katedry jest proporcjonalne, zawiera pilastry wsparte na wysokich bazach. Budynek posiada otwór na kopułę, lecz jest on zamknięty płaskim sufitem pokrytym malarstwem iluzjonistycznym.

### Wejście
Po lewej stronie głównego wejścia, we wgłębieniu, znajduje się chrzcielnica. Wyrzeźbiona została w 1742 z jednego bloku onyksu, znalezionego na Gozo w 1738. Po przeciwnej stronie znajduje się jej replika(s.25).

### Nawa główna
Posadzka w nawie wyłożona jest wspaniałymi marmurowymi płytami nagrobnymi, wykonanymi przez lokalnych mistrzów w okresie od XVII do XIX wieku. Na Gozo nie mają one sobie równych. Ostatni pochówek wewnątrz katedry miał miejsce w 1934. Przed stopniami do prezbiterium znajduje się płyta nad grobem Michaela Buttigiega, pierwszego biskupa Gozo.

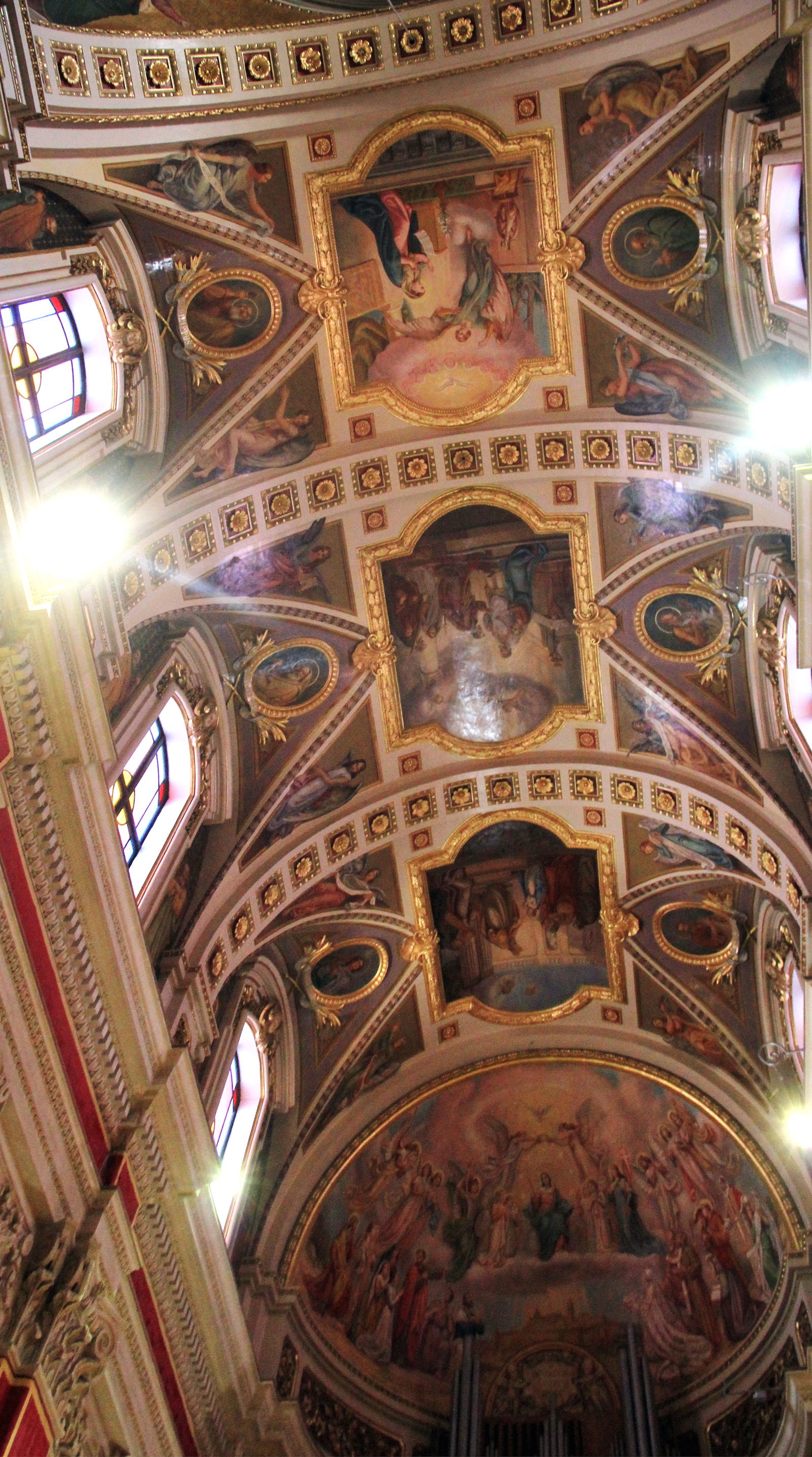
Obrazy na stropie katedry

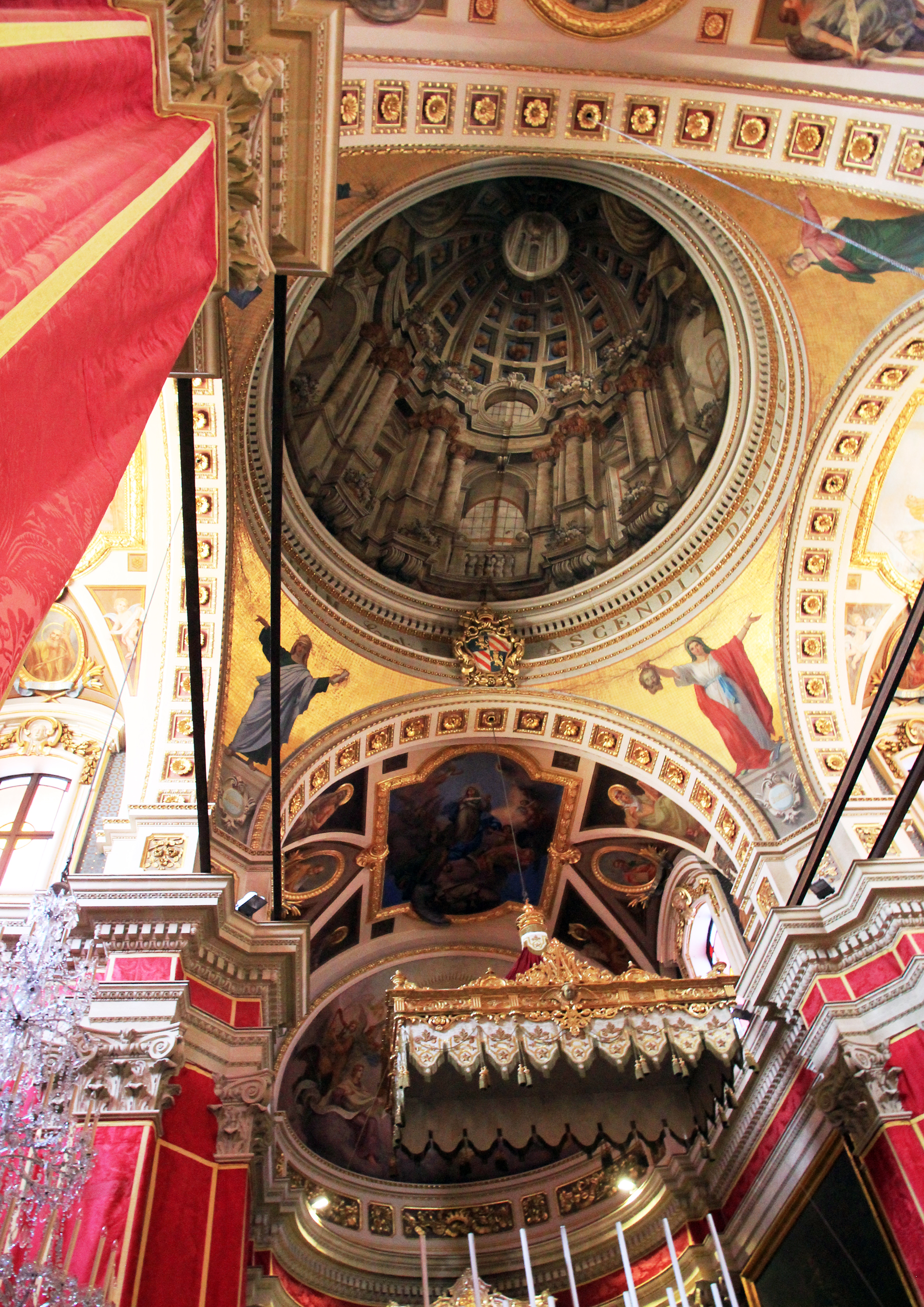
Trompe l’oeil wnętrza kopuły

Malarstwo na stropie nawy przedstawia epizody z życia Najświętszej Maryi Panny (apsydy oraz panele centralne); apostołów (nad oknami); proroków (boczne ściany okien), oraz anioły. Wszystkie obrazy wykonane zostały przez Gianniego Vellę w latach 1909–1917(s.43).

Organy, umieszczone na galerii organowej zaprojektowanej przez Guseppe Galeę, wykonane zostały w 1955 przez niemiecką firmę "Werner Bosch Orgelbau" z Hessen(s.38).

Katedra nie ma kopuły, choć paradoksalnie ta istnieje. 24 marca 1739 wspaniałe trompe l’oeil, wykonane przez Antonio Manuele, zwanego „Pippi”, sycylijskiego malarza scenograficznego z Messyny, zostało umieszczone w otworze kopuły. Dziś jest to główna atrakcja katedry(s.44).

### Prezbiterium
W prezbiterium katedry mieści się ołtarz posoborowy, wykonany w 2000 z jednego bloku marmuru kararyjskiego z elementami złoconego brązu. W głębi ołtarz główny z 1855/58, zdobiony malachitem oprawionym w złocony metal. Srebrne tabernakulum wykonane zostało w 1971.

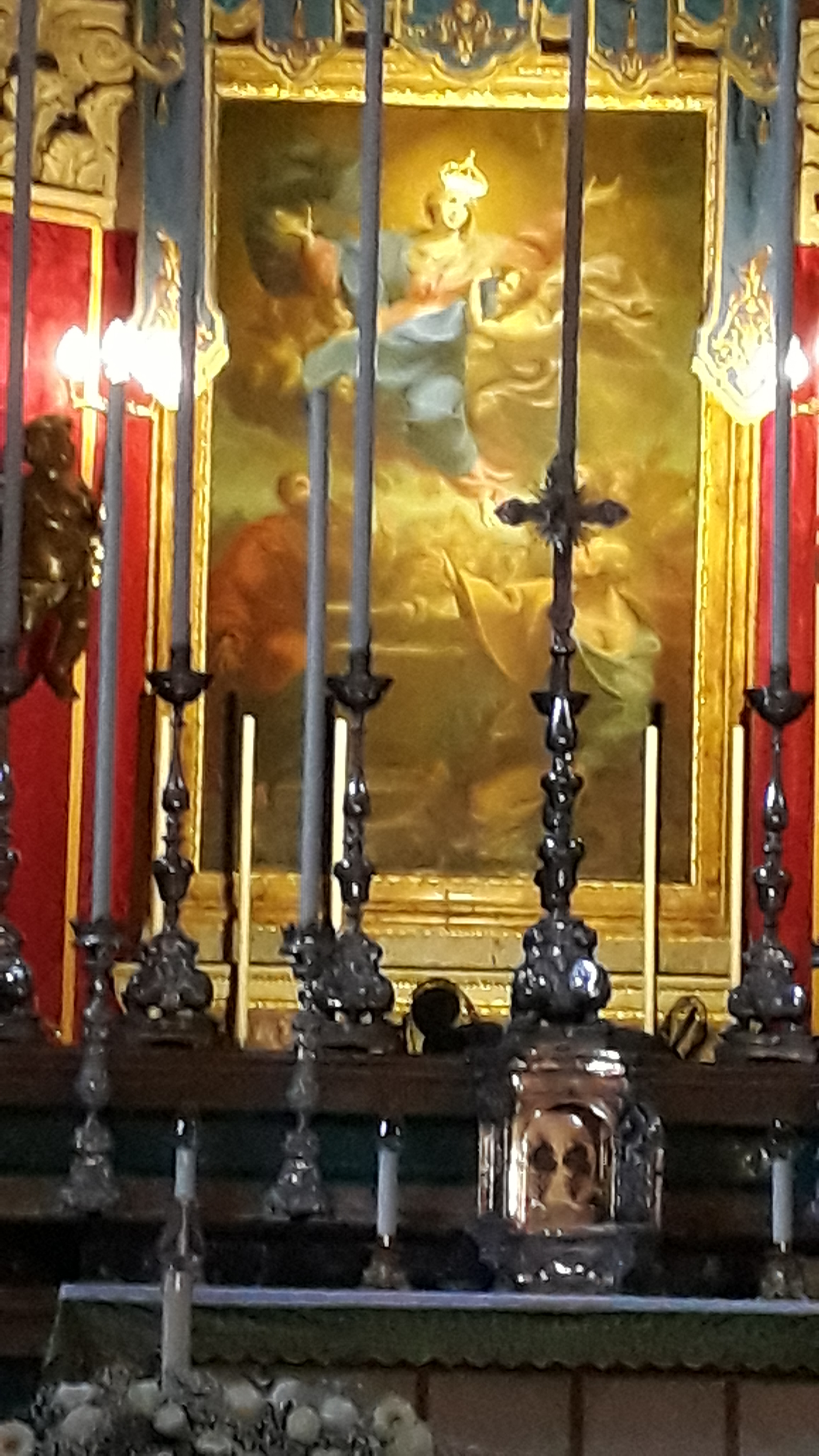
Obraz tytularny Wniebowzięcie Matki Bożej

Stalle dla 24 kanoników oraz, na niższym poziomie, dla 14 księży, wykonane z drewna orzechowego, znajdują się pomiędzy ołtarzem głównym a apsydą(s.39). Nad nimi, na bocznych ścianach, dwa duże dzieła Michele Basuttila z 1793: Narodzenie Najświętszej Maryi Panny oraz Niepokalane Poczęcie(s.41).

### Obraz tytularny i apsyda
W apsydzie wzrok przyciąga Wniebowzięcie Najświętszej Maryi Panny, obraz tytularny katedry, o wymiarach 390×240 cm, będący dziełem maltańskiego malarza Michele Basuttila z 1791. Obraz, zamówiony, kiedy artysta studiował w Rzymie, był jego pierwszym dużym zleceniem. Sportretował on apostołów wokół pustego grobu, patrzących w górę z trwogą, ku Dziewicy Maryi unoszonej przez anioły do nieba. Po obu stronach Wniebowzięcia przedstawienia świętych patronów Malty Świętej Agaty oraz Świętego Publiusza, pędzla Attilio Palombiego z 1900(s.41).

### Nawa lewa

#### Kaplica Bożego Narodzenia i św. Filipa Neri

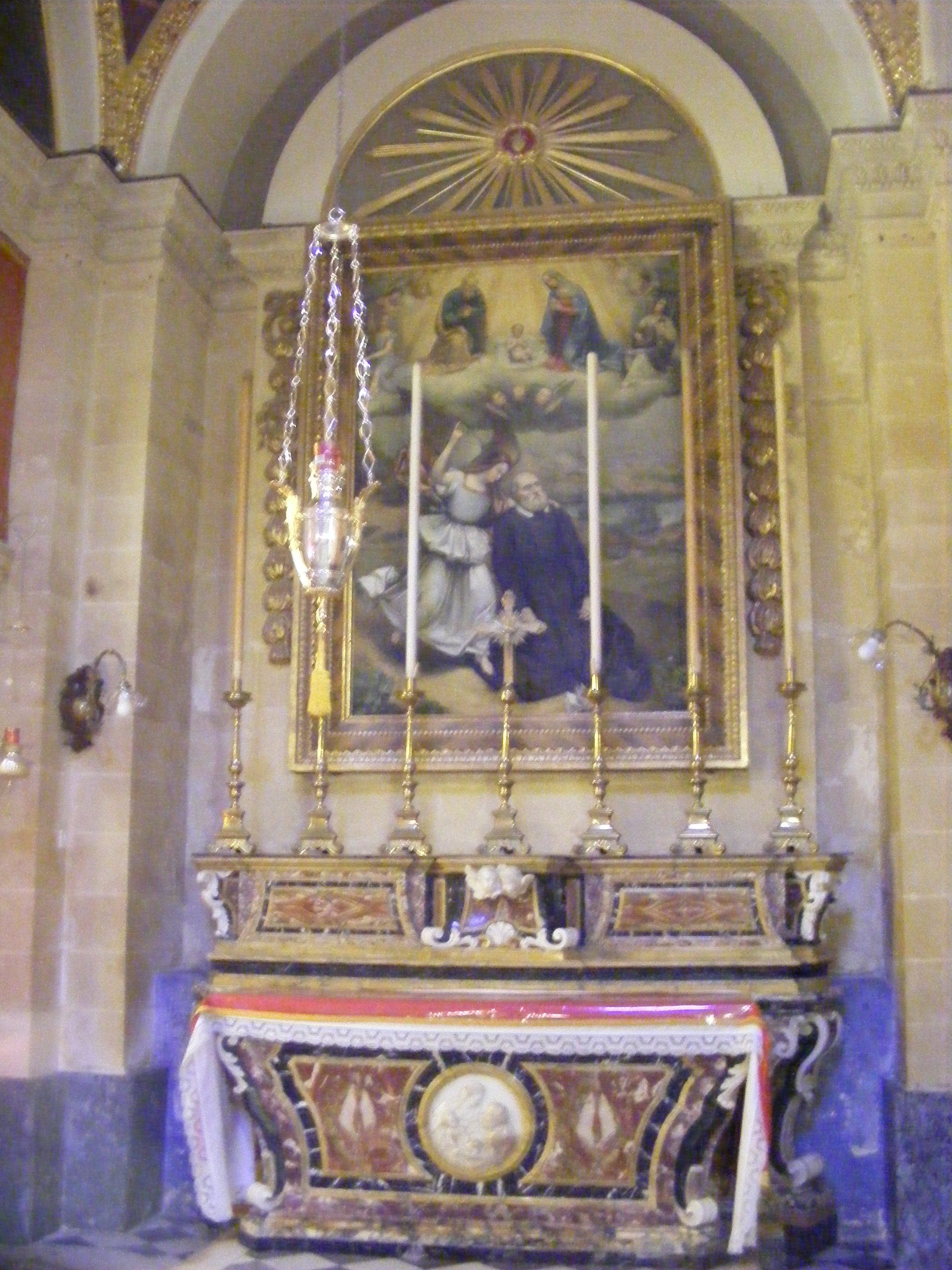
Ołtarz w kaplicy św. Filipa Neri

Pierwsza kaplica w północnej nawie bocznej poświęcona jest Narodzeniu Jezusa oraz św. Filipowi Neri. Obraz tytularny kaplicy wykonany został przez Tommaso Madionę w 1852. Marmurowa płyta u stóp ołtarza kryje wejście do krypty Bractwa św. Filipa Neri, które od 1689 wspomagało duchowo i materialnie księży na Gozo. Na niewielkiej kopule przedstawienie Chrystusa w otoczeniu dzieci. Na czterech lunetach wyobrażenia św. Franciszka Salezego, św. Jana Bosko, św. Jana Chrzciciela de la Salle oraz pierwszego maltańskiego świętego – Ġorġa Precy. Obrazy na kopule oraz lunetach są dziełem malarza z Gozo Pawlu Camilleri-Cauchiego, wykonanym w 2002(s.28).

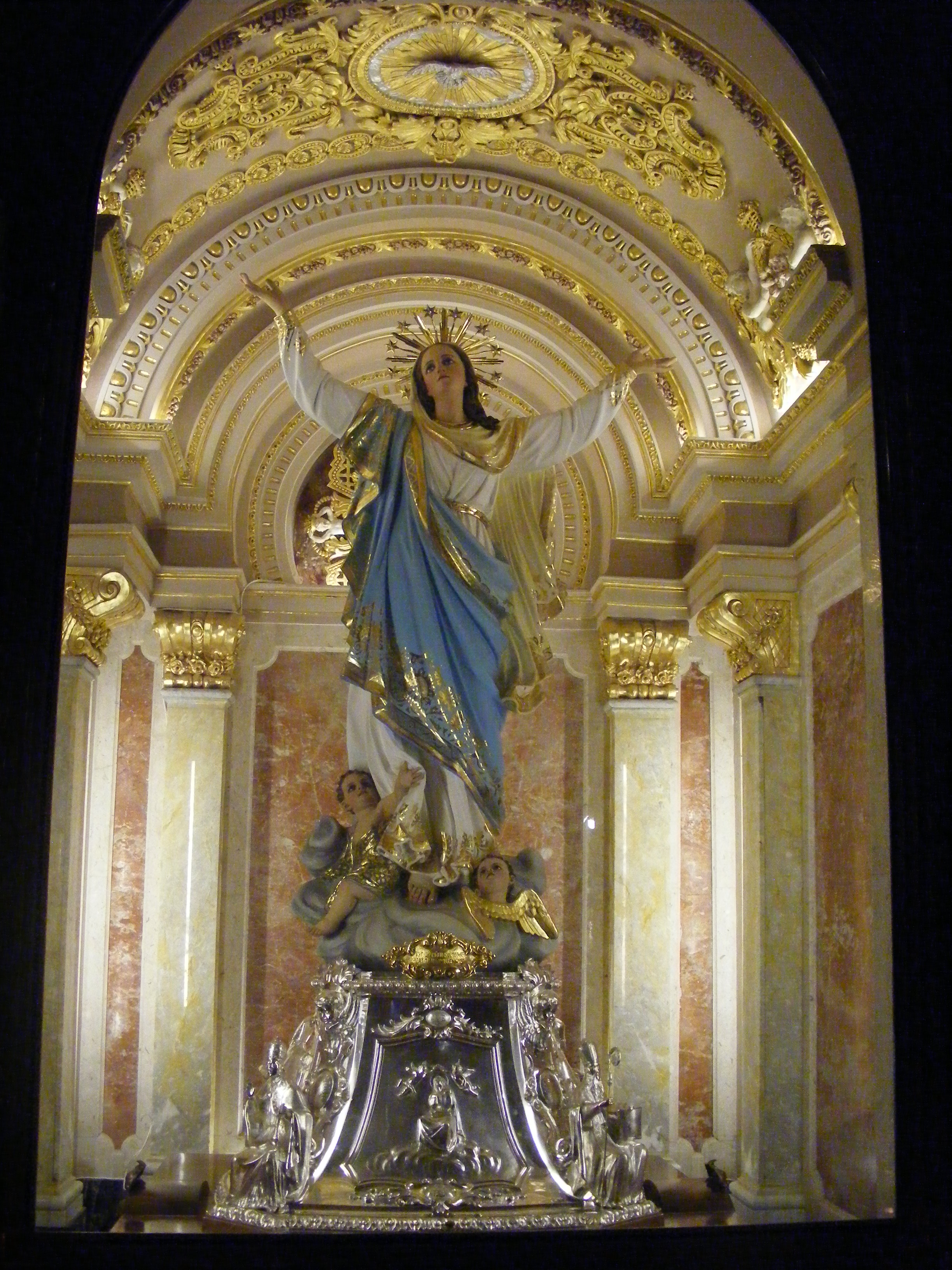
Statua patronalna katedry

We wnęce po lewej stronie kaplicy umieszczona jest statua Wniebowzięcie Najświętszej Maryi Panny, patronalna statua katedry. Figura, wykonana w Rzymie w 1897, została podarowana kapitule katedry w 1956 przez Leone Philharmonic Society. Noszona jest w uroczystej procesji z udziałem biskupa Gozo 15 sierpnia, w święto Wniebowzięcia Najświętszej Maryi Panny(s.25-27).

#### Kaplica z wejście bocznym
Na niewielkiej kopule wewnątrz sportretowani są święci patroni czternastu miast i wiosek na Gozo, składający w katedrze, ecclesia mater kościołów na wyspie, hołd Wniebowziętej. Każdy z patronów dzierży miniaturę kościoła parafialnego. W czterech lunetach umieszczono wizerunki kardynała Alessandro Franchiego, papieskiego sekretarza stanu; Michaela Buttigiega, pierwszego biskupa Gozo; Pietro Pace, trzeciego biskupa Gozo; oraz sir Adriana Dingli – wszyscy czterej w jakiś sposób przyczynili się do ustanowienia diecezji na Gozo.

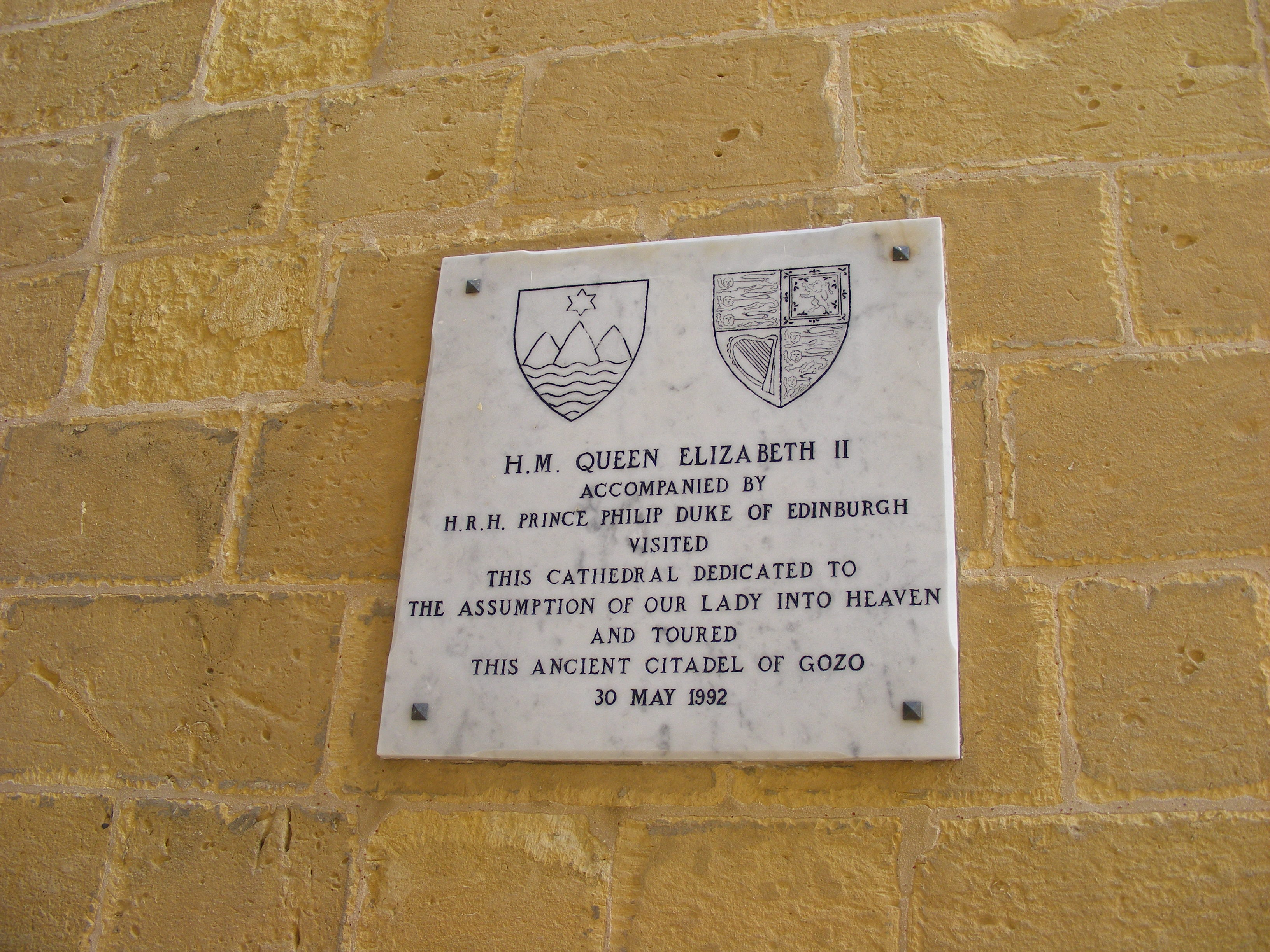
Tablica upamiętniająca wizytę brytyjskiej pary królewskiej

 Na dwóch półkolistych panelach przedstawiono, po lewej delegację z Gozo do Watykanu do papieża Piusa IX z petycją o ustanowienie diecezji na Gozo (1855), oraz po prawej – uroczyste wprowadzenie pierwszego biskupa Gozo do nowo ustanowionej katedry (1864). Prace te wykonał w latach 2004–2005 malarz Pawlu Camilleri-Cauchi.
Na zewnętrznej ścianie tej kaplicy umieszczona jest tablica upamiętniająca wizytę królowej Elżbiety II i księcia Filipa w katedrze 30 maja 1992(s.29).

#### Kaplica św. Józefa
Trzecia kaplica w północnej nawie bocznej pierwotnie poświęcona była Świętemu Krzyżowi, i znana jest jako "kaplica Agonii". Obraz w ołtarzu, przedstawiający Ucieczkę Świętej Rodziny do Egiptu, jest dziełem Michele Basuttila z 1792.

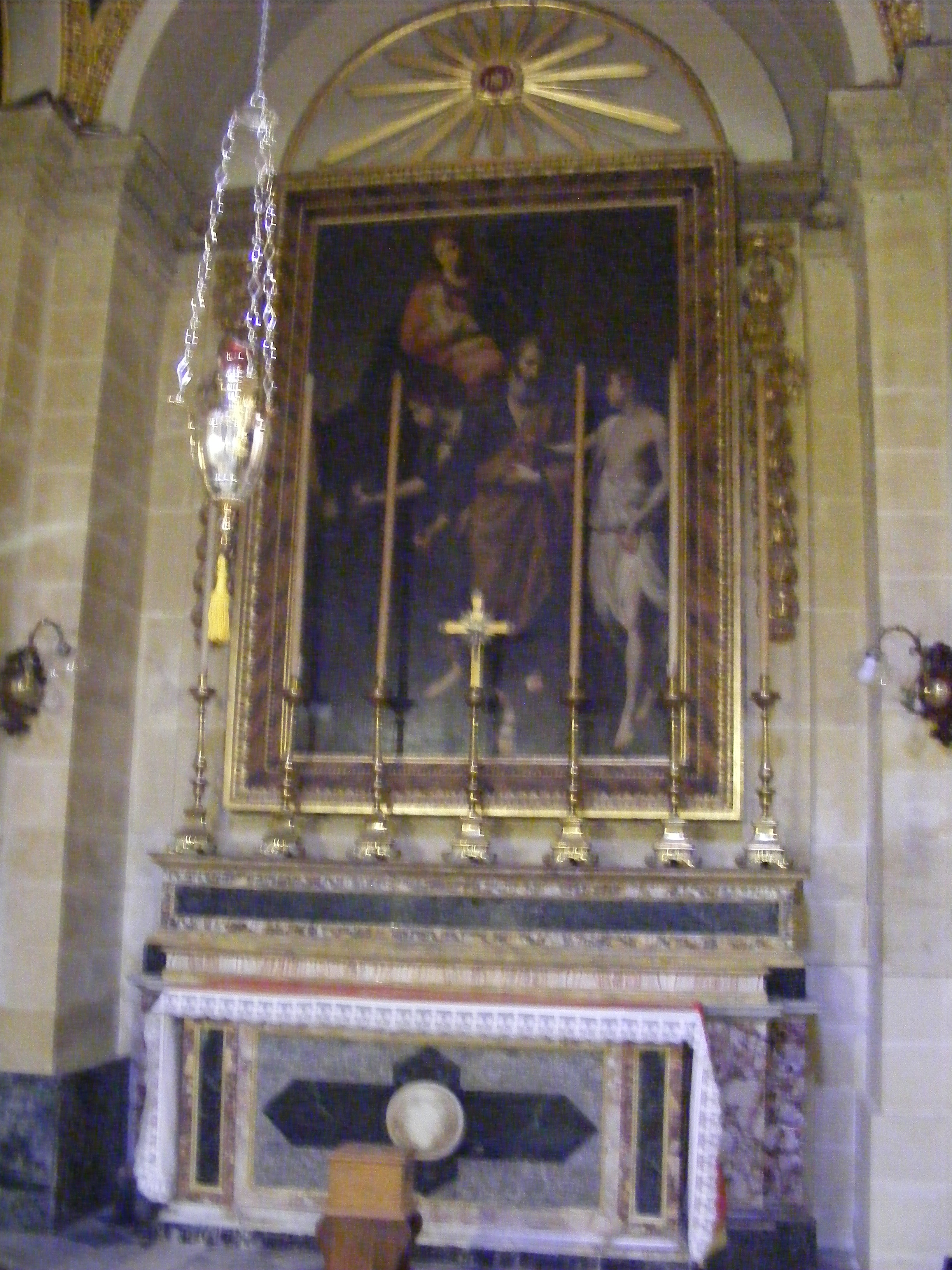
Ołtarz w kaplicy św. Józefa

Niewielka kopuła obrazuje Patronat św. Józefa, i pokazuje świętych i pisarzy, którzy wychwalali jego cnoty. W czterech pendentywach przedstawieni są: św. Augustyn, papież św. Jan Paweł II, św. Efrem oraz papież Leon XIII. Obrazy wykonał w 1990 Pawlu Camilleri-Cauchi.

W kaplicy znajduje się grób markiza Antonio Cassara-Desain, pisarza (1886); pomnik arcybiskupa Pietro Pace, trzeciego biskupa Gozo, wykonany z brązu przez Antonio Scortino w 1940, oraz tablica upamiętniająca świętobliwego księdza archidiakona Luigiego Vellę (1859–1928)(s.29-30).

#### Transept Ostatniej Wieczerzy
W ołtarzu lewego, północnego transeptu znajduje się obraz Ostatnia Wieczerza, pędzla Maltańczyka Giuseppe D’Areny, zwanego "il Romano", z 1703. Jest to prawdopodobnie jego ostatnia praca, jedna z najlepszych w katedrze. Poniżej owalny obraz Święta Łucja, przypominający dedykację kaplicy w średniowiecznym kościele. Rzeźba ponad ołtarzem jest dziełem Liberato Borga(s.30-31).

#### Kaplica Najświętszego Sakramentu
Ostatnia kaplica nawy północnej znana jest też jako kaplica Matki Boskiej Samotnej ("Nuestra Señora de la Soledad"). Obraz w ołtarzu, przedstawiający Maryję klęczącą samotnie pod pustym już Krzyżem, jest dziełem maltańskiego malarza Francesco Zahry z 1751.

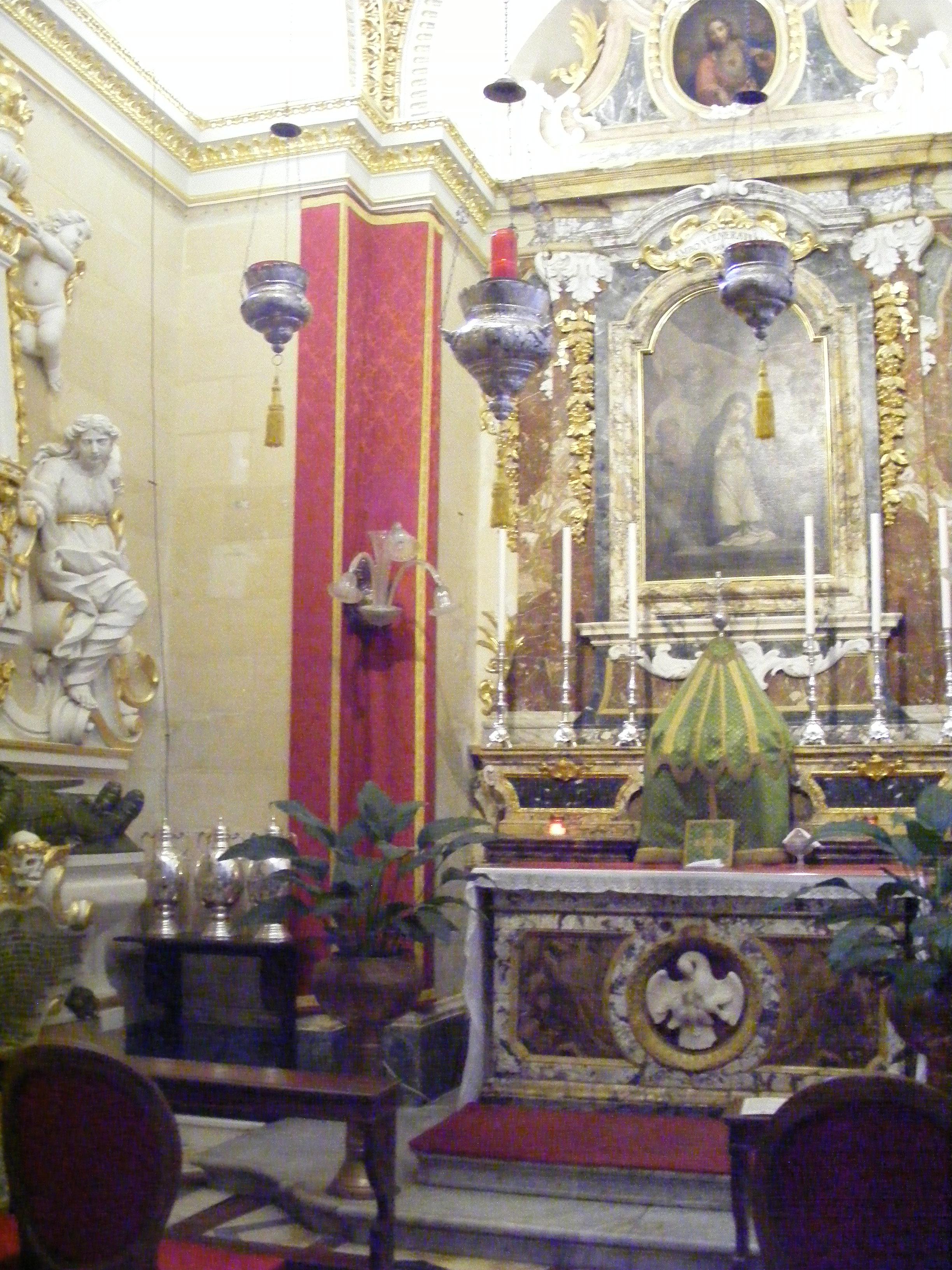
Kaplica Najświętszego Sakramentu

 Jest on też autorem owalnego obrazu powyżej – Najświętsze Serce Jezusa. W tabernakulum na ołtarzu przechowywany jest Najświętszy Sakrament.
W wejściu znajduje się tablica z fragmentem mowy, wygłoszonej przez papieża Jana Pawła II podczas wizyty w katedrze 26 maja 1990, pierwszej w historii papieskiej wizyty na Gozo. W kaplicy po lewej stronie pomnik, pochodzący z 1550, zaś ustawiony na tym miejscu w 1717, upamiętniający Giovanniego Castelletti, fundatora kaplicy św. Katarzyny w starym kościele. Naprzeciwko monumentalny nagrobek Giuseppe Pace, szóstego biskupa Gozo; dzieło rzymianina Carlo Pisiego z 1962.

Malarstwo na niewielkiej kopule pokazuje Cud manny na pustyni, na czterech lunetach przedstawieni są czterej ewangeliści, a na półokrągłym panelu obraz Abraham poświęcający swego syna Izaaka. Wszystkie te malowidła wykonał w 1897 rzymski artysta Filippo Venuti(s.31-32).

### Nawa prawa

#### Kaplica Świętych Relikwii
Pierwsza od strony apsydy, w południowej nawie bocznej. Obraz w ołtarzu przedstawia Przemienienie Pańskie; jest to dzieło nieznanego rzymskiego malarza z 1736. Wokół obrazu liczne relikwiarze. Najbardziej czczoną relikwią jest kość ramienia umieszczona w półfigurze św. Urszuli, czczonej na Gozo od 1614. Poniżej, w stipes ołtarza, kompletne szczątki św. Lucidy, przeniesione z cmentarza San Saturnino w Rzymie(s.32).

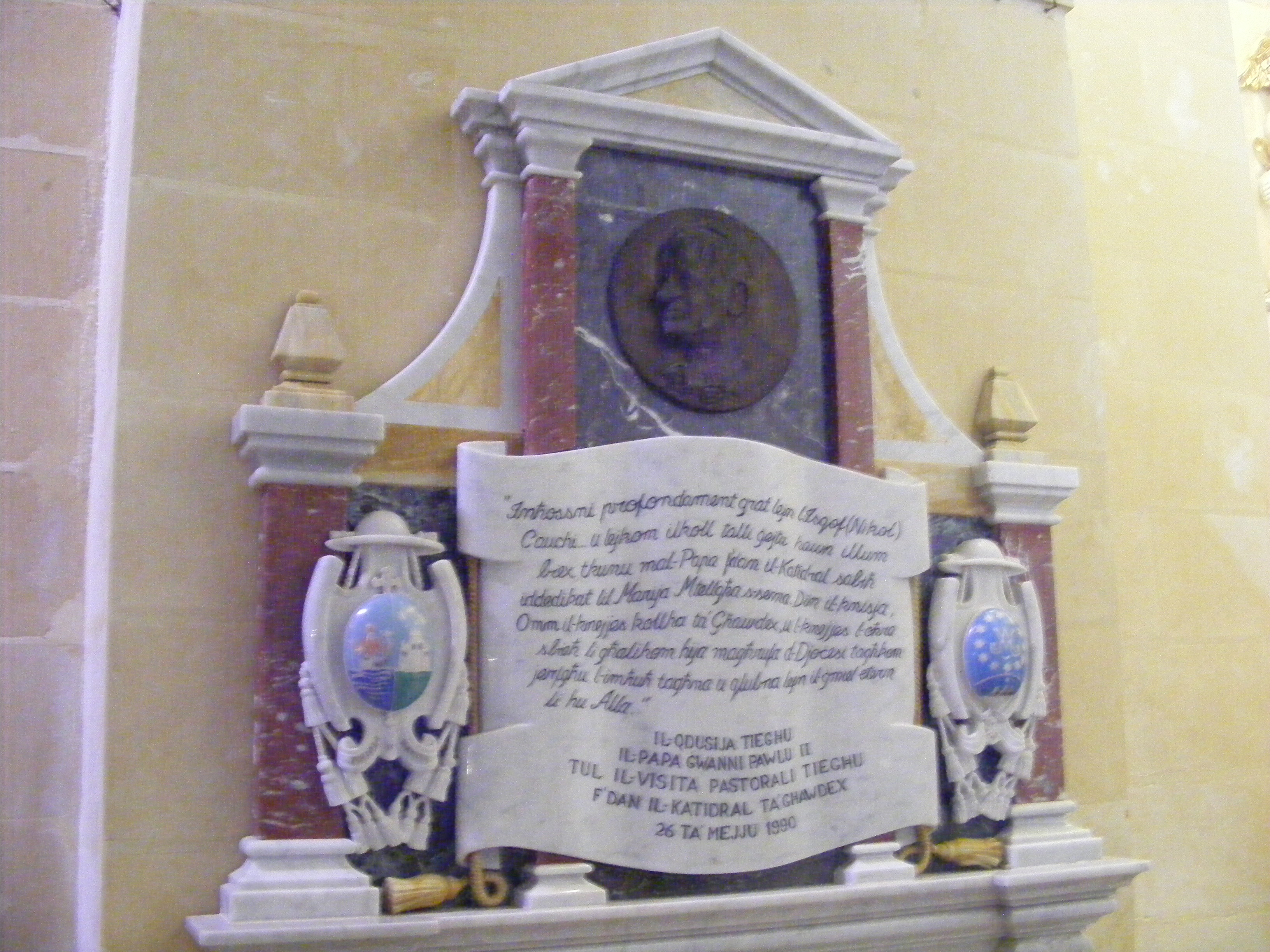
Tablica z fragmentem mowy papieża św. Jana Pawła II (1990)

Po lewej stronie kaplicy grobowiec Nikola Cauchiego, siódmego biskupa Gozo (zm. 2010), autorstwa A. Camilleri-Cauchiego z 2012.

#### Transept Matki Bożej Różańcowej
W ołtarzu obraz nieznanego rzymskiego artysty z ok. 1716, przedstawiający Matkę Bożą Różańcową; Maryja z Dzieciątkiem wręcza różaniec św. Dominikowi, zaś wieniec z róż św. Katarzynie Sieneńskiej. Owalny obraz poniżej przedstawia św. Katarzynę Aleksandryjską, przypominając dedykację kaplicy w średniowiecznym kościele.

Półleżąca, wykonana w 2007, statua papieża bł. Piusa IX w oryginalnych szatach papieskich znajduje się w stipes ołtarza; jej autorem jest Joseph Sagona. Wspaniałą rzeźbę ponad retabulum wykonał Liberato Borg(s.33).

#### Kaplica św. Urszuli
W Nastawie ołtarza tej kaplicy obraz maltańskiego artysty Giuseppe Hyzlera z 1831 Święta Urszula roztaczająca swą opiekę nad Gozo. Na niewielkiej kopule kaplicy przedstawiona jest darowizna popiersia świętej oraz procesja wotywna. Cztery lunety wokół obrazują św. Katarzynę, św. Agatę, św. Małgorzatę oraz św. Łucję; obrazy wykonał w 1993 Pawlu Camilleri-Cauchi.

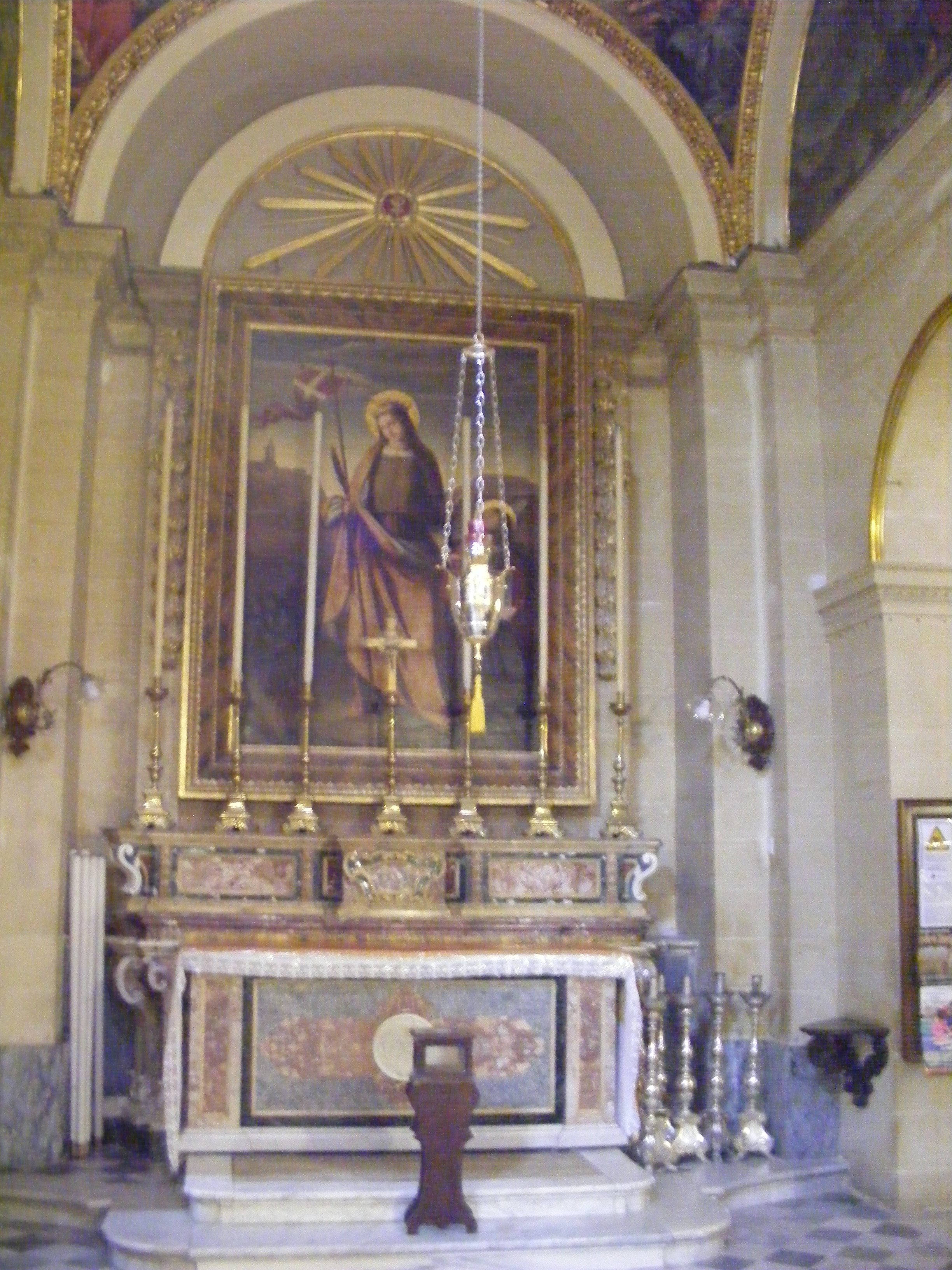
Ołtarz w kaplicy św. Urszuli

 Na dwóch półkolistych panelach przedstawiona jest św. Urszula wygłasza kazanie do Hunów, oraz świętą z towarzyszkami opuszczającą Brytanię w drodze do Europy. Ich autorem jest Michael Tosto (1778).

W posadzce przed ołtarzem płyta nagrobna drugiego biskupa Gozo, Antoniusa Testaferraty, zaś pod łukiem kaplicy pomnik nagrobny Giovanniego Marii Camilleriego, czwartego biskupa Gozo, autorstwa Carlo Pisiego z 1973(s.33-34).

#### Kaplica z wejściem do zakrystii
W kaplicy nie ma ołtarza, w ścianie drzwi prowadzące do zakrystii. Ponad nimi tablica upamiętniająca ustanowienie 16 września 1864 diecezji Gozo. Pod łukiem popiersie arcybiskupa Mikiela Gonziego, piątego biskupa Gozo, dłuta Vincenzo Apapa z 1976.

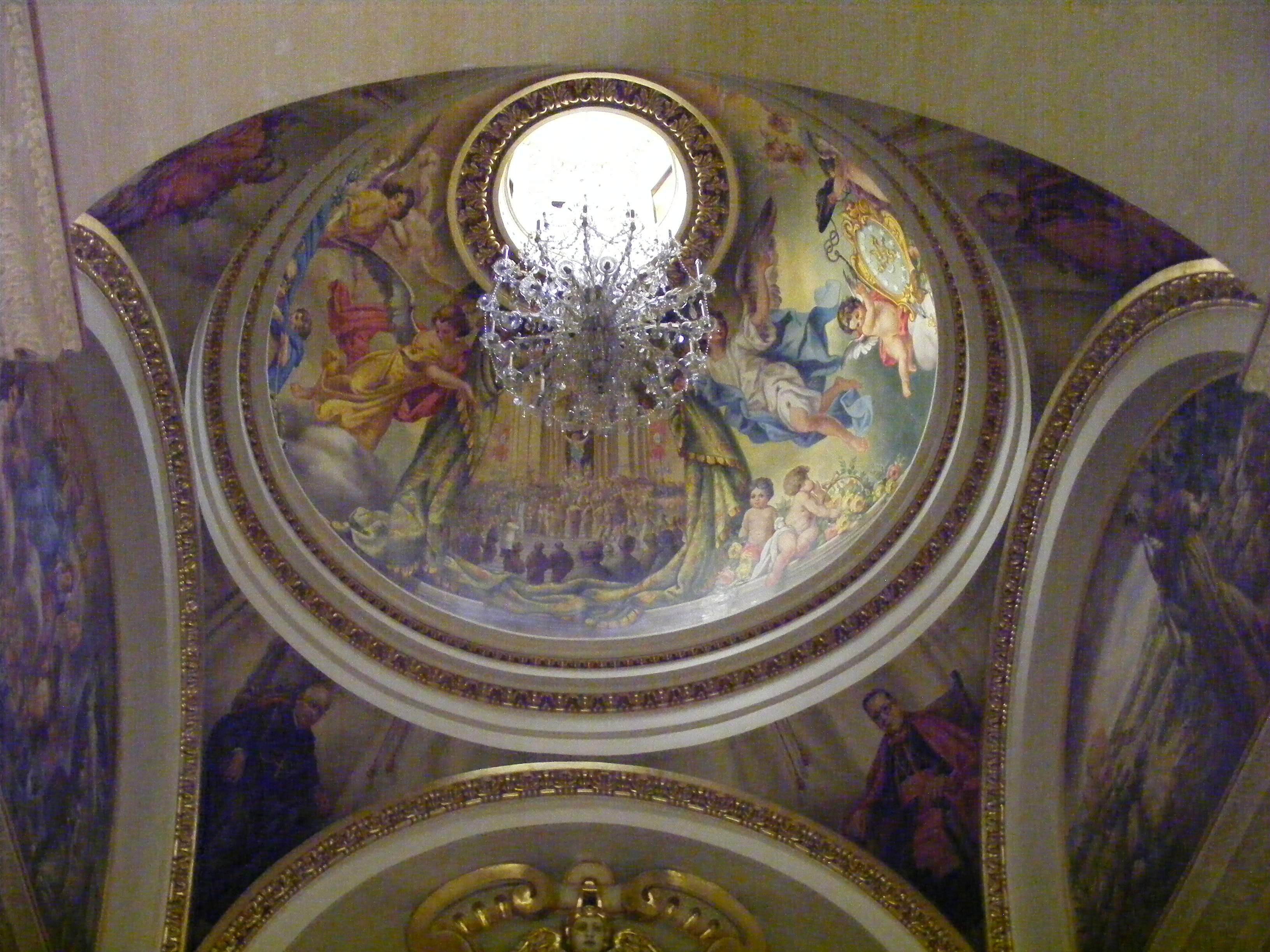
Obrazy na kopule nad wejściem do zakrystii

Całe malarstwo w tej kaplicy poświęcone jest statui Wniebowziętej. Na niewielkiej kopule obraz przedstawia podarowanie figury do katedry. Na czterech lunetach przedstawieni są duchowni z tym związani: biskup Giovanni Maria Camilleri, biskup Nikol Ġużeppi Cauchi, kardynał Franjo Šeper oraz biskup Giuseppe Pace. Na dwóch półkolistych panelach przedstawione są: Il-Konvoj ta' Santa Marija (14 sierpnia 1942) oraz objawienie w Ta’ Pinu (22 czerwca 1883). Obrazy namalowane zostały przez Pawlu Camilleri-Cauchiego w 1997(s.34).

#### Kaplica św. Franciszka z Paoli
Dziesiąta kaplica, ostatnia w nawie południowej, poświęcona jest św. Franciszkowi z Paoli. W ołtarzu obraz Cudowne przejście św. Franciszka z początku XVIII wieku, przypisywany Giuseppe D’Arenie lub też Stefano Erardiemu (1711).

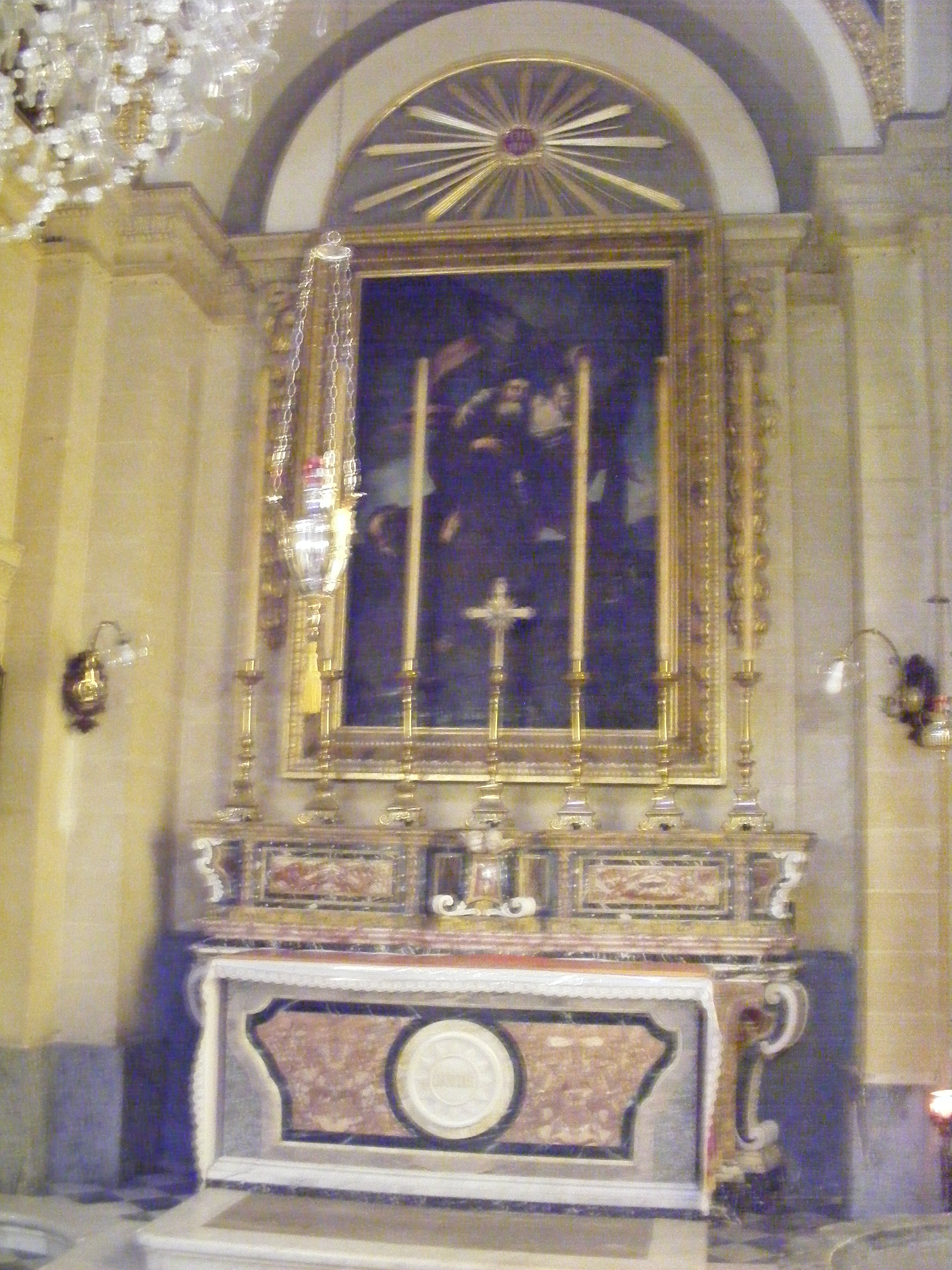
Ołtarz w kaplicy św. Franciszka z Paoli

Pod posadzką przed ołtarzem złożone są szczątki archiprezbitera Nicolò Cassia-Magriego (1662–1729), budowniczego tej katedry.
Ostatnia Wieczerza na kopule, oraz postaci papieża św. Piusa X, św. Tomasza z Akwinu, ks. Alwiga Velli z Gozo oraz św. Pierre-Julien Eymarda na czterech lunetach namalowane zostały w 2001 przez Pawlu Camilleri-Cauchiego. Dwa półkoliste panele przedstawiają Św. Franciszka wskrzeszającego ofiary zarazy w Prowansji oraz Św. Franciszka rozdającego jałmużnę; oba są pędzla Gio Nicoli Buhagiara z 1742(s.35).

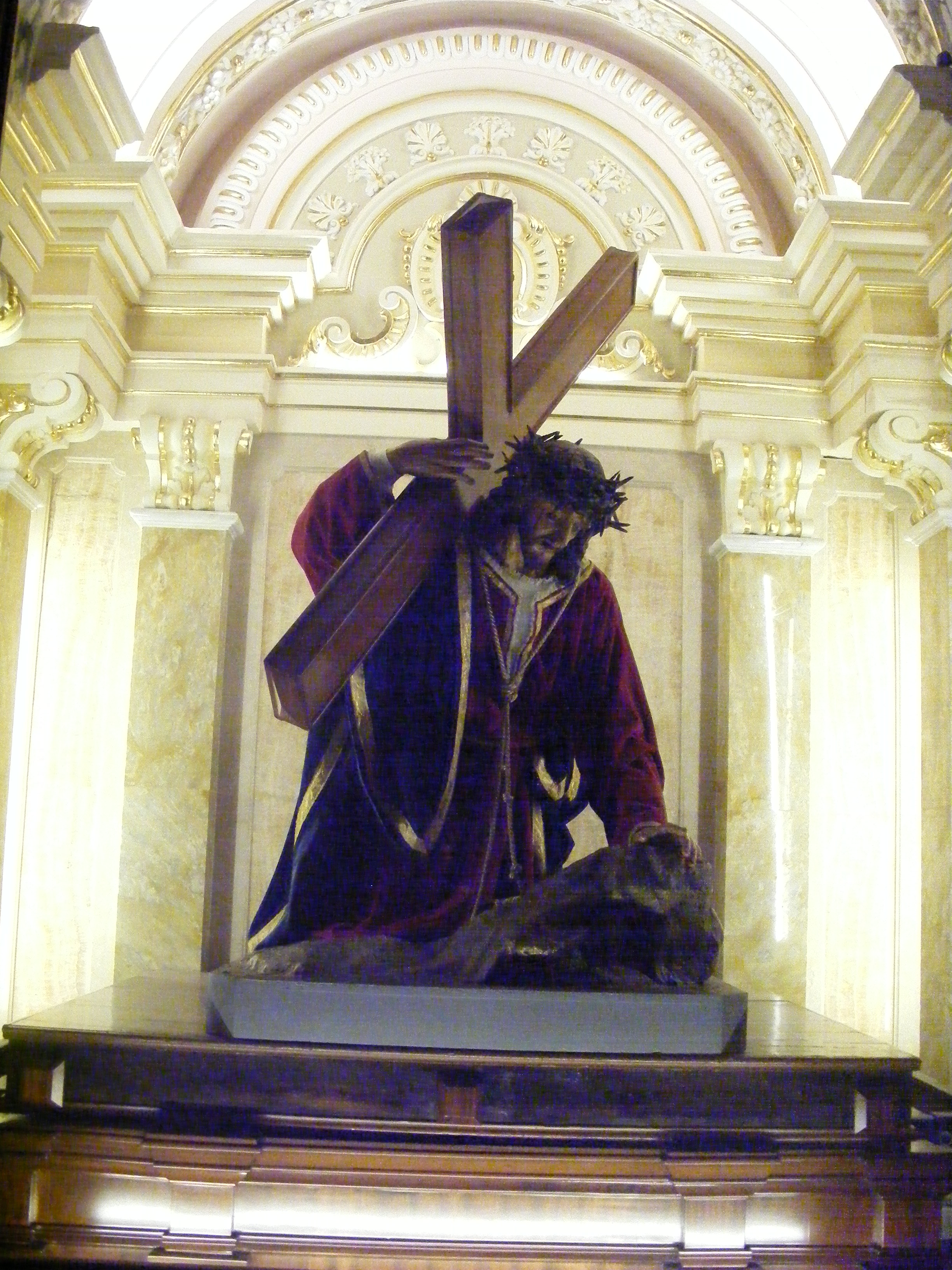
Figura Jezusa upadającego pod Krzyżem

W niszy po prawej stronie kaplicy umieszczona jest, wykonana z papier mâché około 1700, figura Upadek Jezusa pod ciężarem Krzyża ("l-Imgħobbi"). Jest ona jedną z siedmiu figur noszonych w Wielki Piątek lub poprzedzającą go niedzielę, w procesji pasyjnej ulicami Rabatu(s.37).

### Inne pomieszczenia
Na zewnątrz południowej nawy bocznej w 1734 zbudowana została zakrystia, podzielona na zakrystię księży (część wschodnia) oraz zakrystię kanoników (część zachodnia). W tej pierwszej znajduje się m.in. statua św. Józefa (1958), obraz nieznanego artysty Przemienienie Pańskie oraz dwie figury z ok. 1700 noszone w wielkopiątkowej procesji: Biczowanie i Cierniem koronowanie. W zakrystii kanoników znajdziemy olbrzymi obraz Tryumf wiary Domenico Bruschiego z 1880, a także stare malowidła nieznanych autorów Matka Boża rozdające owoce i dwanaście przedstawień apostołów(s.44).
W krypcie, za specjalnym pozwoleniem dostępnej z zakrystii lub od Triq Bieb L-Imdina, ostatni pochówek miał miejsce w lutym 1974. W pierwszej sali znajduje się monumentalny grobowiec przeznaczony dla biskupów Gozo. Podczas prac budowlanych w latach 2002–2003 znalezionych zostało dużo pozostałości z różnych okresów, od ok. 3200 p.n.e. po późne Średniowiecze(s.45-47).

## Muzeum katedralne
Muzeum katedry znajduje się po jej wschodniej stronie, i jest dostępne od Triq il-Fosos (ulica Spichrzy). Muzeum, otwarte 21 października 1979, składa się z trzech pomieszczeń: głównej sali z różnymi zbiorami, dolnej sali (Silver vault) z kolekcją przedmiotów ze srebra, oraz górnej sali (Picture Gallery) z kolekcją obrazów od XV wieku po czasy współczesne. Jest tam ponadto archiwum katedry (na wstęp należy się umówić), z kolekcją rękopisów, wczesnych ksiąg muzycznych oraz historycznych bulli i edyktów papieskich(s.49-52).

## Posługa religijna
W katedrze w zwykłe dni tygodnia odprawiane są trzy msze święte rano i dwie wieczorem. W niedziele i święta – pięć przed południem oraz trzy wieczorem.

## Ochrona dziedzictwa kulturowego
Budynek katedry w dniu 27 sierpnia 2012 umieszczony został na liście National Inventory of the Cultural Property of the Maltese Islands pod numerem 00889.